# علاء شريتح
علاء أديب عبد الجبار طاهر  شريتح، (وُلِدَ في 22 ديسمبر 1979 – اغتيل في 4 مايو 2024) قائد عسكري فلسطيني، وُلِدَ ونشأ في مدينة طولكرم الفلسطينية، كان قائدًا لكتائب القسام في الضفة الغربية حتى اغتياله، ويوصف بأنه "مُهندس العبوات الناسفة"، وكانت إسرائيل قد اعتقلته في سجونها لمدة 14 عامًا متواصلة حتى أفرجت عنه عام 2016، وخلال الحرب الفلسطينية الإسرائيلية 2023 تولى قيادة تخطيط عدة عمليات هجومية فلسطينية مسلحة ضد إسرائيل كان من أبرزها عملية بيت ليد وبلعا المُركبة [العبرية] في محافظة طولكرم في 2 نوفمبر 2023 التي قُتل وأصيب خلالها عدة جنود إسرائيليين والتي كانت أول عملية فلسطينية مُوثقة في الضفة الغربية منذ 20 عامًا، فكان المطلوب الأبرز لإسرائيل، قبل أن تغتالته إسرائيل بعمليةٍ عسكرية واسعة هي الأكبر.

## سيرته وحياته العسكرية
وُلِدَ علاء أديب عبد الجبار طاهر شريتح في مدينة طولكرم بتاريخ 22 ديسمبر 1979، وتلقى تعليمه في مدارس مدينته طولكرم.
في 26 نوفمبر 2002 اعتقلته إسرائيل بتهمة انتمائه لحركة حماس وتفجيره لعبواتٍ ناسفةٍ خلال انتفاضة الأقصى، وتعرض في سجونها "للتعذيب الشديد" أثناء التحقيق، ولِتُفرج عنه إسرائيل بتاريخ 24 مارس 2016 بعد أن أمضى حوالي 14 عامًا متواصلة في سجونها.
بعد الإفراج عنه من السجون الإسرائيلية عام 2016 تزوج وأصبح أب لثلاثة أطفال (ولدان وبنت)، ثم واصل لاحقًا دراسته الجامعية في تخصص الشريعة الإسلامية لكنه لم يستكملها إثر اغتياله.
أصبح قائدًا لكتائب القسام في محافظة طولكرم وعموم الضفة الغربية، وتولى قيادة تخطيط عدة عمليات هجومية فلسطينية مسلحة ضد إسرائيل خلال الحرب الفلسطينية الإسرائيلية 2023 كان من أبرزها عملية بيت ليد وبلعا المُركبة [العبرية] في محافظة طولكرم التي حدثت في 2 نوفمبر 2023 في بدايات الحرب والتي أدت إلى مقتل وإصابة عدة جنود إسرائيليين، وهي أول عملية فلسطينية مُوثقة منذ 20 عامًا في الضفة الغربية، فأصبح شريتح المطلوب الأول لإسرائيل، وطاردته إسرائيل على إثر ذلك لفترةٍ زمنية طويلة داهمت خلالها منزله في مدينة طولكرم لمراتٍ عدة، حتى تمكنت من اغتياله في 4 مايو 2024.
كما قاد شريتح تخطيط عملية فلسطينية هجومية قرب قرية النبي إلياس في محافظة قلقيلية في 7 أبريل 2024 أدت إلى إصابة إسرائيليين بجراحٍ خطيرة.

## اغتياله

### وقائع اغتياله
في حوالي الساعة 11:00 بتوقيت فلسطين من مساء يوم الجمعة 3 مايو 2024 حاصرته قواتٍ خاصةٍ إسرائيلية في أحد منازل بلدة دير الغصون في محافظة طولكرم وبرفقته ثلاثة من مساعديه من أعضاء كتائب القسام، فحدث اشتباكٌ عنيفٌ بين الطرفين، وتلى ذلك وصول تعزيزاتٍ للجيش الإسرائيلي بأكثر من 50 آلية عسكرية وما يزيد عن أربعة جرافاتٍ عسكرية مختلفة، فحاصر الجيش الإسرائيلي المنزل لمدة 15 ساعة متواصلة جرى خلالها قصف المنزل بعدد كبير من الصواريخ المحمولة وصواريخ الطائرات المسيرة ثم هدم الجيش الإسرائيلي المنزل بالكامل على من فيه بواسطة الجرافات، لتعلن إسرائيل عن تمكنها من اغتيال شريتح ومساعديه "تامر رأفت فقها" و"آسال بشير بدران" و"عدنان تيسير سمارة" وقتيلٍ خامسٍ مجهول الهوية.

### ردود الفعل على اغتياله
- قالت كتائب القسام أنها "تزف" قائدها علاء شريتح ورفاقه.[25][26]

- أعلنت القوى الوطنية والإسلامية الفلسطينية في بيانٍ صدر عنها في 4 مايو 2024 عقب الاغتيال أن يوم الأحد 5 مايو 2024 هو يوم إضراب شامل لكافة مناحي الحياة في محافظة طولكرم "حدادًا" إثر عملية الاغتيال.[27][28]

- قال المتحدث باسم الجيش الإسرائيلي والمتحدث باسم الشرطة الإسرائيلية والمتحدث باسم الشاباك الإسرائيلي، في بيانٍ مشترك، أن قوات الجيش الإسرائيلي وفي نهاية العملية قد قتلت "خمسة إرهابيين" بينهم القيادي علاء شريتح المطلوب لإسرائيل مُنذ نوفمبر 2023.[29][30]

- أعلنت إسرائيل عن مقتل مقاتل من وحدة "اليمام" الخاصة خلال العملية، وقبل مقتل الجندي الإسرائيلي كان مستشفى بيلنسيون الإسرائيلي قد أعلن أنه مُصاب بجراحٍ قاتلةٍ خطيرة جدًا وأن الطاقم الطبي بالمستشفى يكافح لإنقاذ حياته.[31][32][33]

### جنازته
شُيع جثمانه في مدينة طولكرم بتاريخ 15 مايو 2024 بمشاركة وحضور آلاف الفلسطينيين، بعد أن عُرفت هوية جثته الأشلاء وفق نتيجة فحص DNA التي ظهرت في 14 مايو 2024، وانطلق موكب التشييع من مستشفى ثابت ثابت الحكومي في المدينة باتجاه منزله في "شارع الحدادين" بالمدينة حيث أُلقيت عليه "نظرة الوداع الأخيرة"، ثم نُقل إلى "مسجد عثمان بن عفان" بالمدينة حيث صُلي عليه فيه، وبعدها دُفن في المقبرة الغربية بالمدينة.